# Race Imboden
Race Alick Reid Imboden (ur. 17 kwietnia 1993 w Tampie) – amerykański florecista, dwukrotny medalista olimpijski i czterokrotny medalista mistrzostw świata. 
Walczy lewą ręką. W 2010 roku zdobył brąz w indywidualnej rywalizacji kadetów na mistrzostwach świata juniorów w Baku. Na rozgrywanych rok później mistrzostwach świata juniorów w Jordanii zdobył złoto drużynowo. Zdobył też złoto drużynowo na mistrzostwach świata juniorów w Moskwie w 2012 roku.
Uczestniczył w igrzyskach olimpijskich w Londynie w 2012 roku, gdzie był czwarty w drużynie i dziewiąty w rywalizacji indywidualnej. Podczas igrzysk olimpijskich w Rio de Janeiro w 2016 roku wywalczył brązowy medal w drużynie, w skład której obok niego weszli: Miles Chamley-Watson, Alexander Massialas i Gerek Meinhardt. Reprezentacja USA w składzie: Alexander Massialas, Nick Itkin, Gerek Meinhardt i Race Imboden zajęła też trzecie miejsce na igrzyskach olimpijskich w Tokio. 
Cztery razy zdobywał medale mistrzostw świata w drużynie, w tym złoty na MŚ w Budapeszcie (2019) oraz srebrne podczas MŚ w Budapeszcie (2013), MŚ w Lipsku (2017) i MŚ w Wuxi (2018).
Ponadto w 2019 roku zdobył złoto drużynowo i brąz indywidualnie na igrzyskach panamerykańskich w Limie w 2019 roku.

## Puchar Świata
- zwycięstwa 5
- drugie miejsce 1
- trzecie miejsce 3
- Suma 9
- Trofea 1 [2014/15]

## Londyn 2012
| Runda       | Przeciwnik      | Państwo  | Wynik |
| ----------- | --------------- | -------- | ----- |
| 1/16 finału | Guilherme Toldo | Brazylia | 15:5  |
| 1/8 finału  | Andrea Baldini  | Włochy   | 9:15  |